# Semra Kebede
Semra Kebede (Amharic) (sinh ngày 18 tháng 6 năm 1987) là một chủ sở hữu cuộc thi sắc đẹp, người mẫu, và nữ diễn viên người Nigeria, người đã đăng quang Hoa hậu Ethiopia Hoa Kỳ 2006 và sau đó là Phó Hoa hậu Châu Phi Hoa Kỳ 2006.

## Tuổi thơ
Semra Kebede sinh ngày 18 tháng 6 năm 1987 tại Addis Ababa, Ethiopia. Gia đình cô chuyển đến Hoa Kỳ khi cô lên 10. Cô lớn lên ở Houston, Texas và theo học tại Trường học độc lập Alief. Cha mẹ cô thuộc về Giáo hội Chính thống của người Ethiopia và cô được nuôi dưỡng trong tôn giáo Chính thống của người Ethiopia. Semra học Kinh tế tại Đại học Emory ở Atlanta, Georgia và tốt nghiệp cử nhân năm 2009.

## Danh hiệu
Semra đã đăng quang Hoa hậu Ethiopia Hoa Kỳ 2006 tại cuộc thi Hoa hậu chính thức của Hoa Kỳ Ethiopia. Chiến thắng này đã giúp cô đủ điều kiện để cạnh tranh và đại diện cho đất nước Ethiopia của mình trong cuộc thi Hoa hậu Châu Phi Hoa Kỳ và sau đó cô đã đăng quang á hậu Châu Phi Hoa Kỳ năm 2006.

## Làm người mẫu
Semra đã tham gia các buổi trình diễn thời trang cho các nhà thiết kế như nhạc sĩ người Nigeria và nhà thiết kế Chachi Tadesse và nhà thiết kế Ras Judah Rozy Negusie. Cô cũng đã xuất hiện trong bản in cho nhà thiết kế sau này cũng như cho các sản phẩm làm đẹp khác của Ethiopia.